# Klassenfahrt – Geknutscht wird immer
Klassenfahrt – Geknutscht wird immer ist eine Teenie-Komödie von Regisseur Lars Montag aus dem Jahr 2004.
Der Fernsehfilm wurde vom 6. Juli bis zum 9. August 2004 in Hamburg und Umgebung im Rahmen der Reihe made by ProSieben gedreht. Die Erstausstrahlung erfolgte am 28. Oktober 2004 auf ProSieben mit einer Gesamtzuschauerzahl von 2,98 Millionen Zuschauer und einem Gesamtmarktanteil von 9,3 Prozent.

## Handlung
Vanessa, genannt „Nessie“, soll den neuen Schüler Erik von Brückenstein in die Klasse einführen. Dafür bietet die anstehende Klassenfahrt der 11c ins Sauerland reichlich Gelegenheiten. Doch die beiden haben einen schlechten Start. Erik stellt Vanessa vor der ganzen Klasse bloß, als er das Geheimnis um ihre vollen Brüste aufdeckt. Dafür erhält Erik eine blutige Nase, doch Frieden gibt es trotzdem nicht. Vanessa zieht mit ihrem besten Freund Tobi auf einen Rachefeldzug.
In der Jugendherberge klaut sie Erik das Zimmer, lässt ihn Diego küssen, schiebt ihm Schwulen-Pornomagazine unter und findet Eriks peinliches Geheimnis heraus. Erik revanchiert sich, indem er sich an Vanessas beste Freundin Mira heranmacht. Doch nach einem verlorenen Kickermatch muss er die Finger von ihr lassen und sich zurückhalten. Stattdessen verkuppelt er seinen Kumpel Utz mit Diegos Cousine Conchita.
Die Situation zwischen Erik und Vanessa entspannt sich und sie begraben das Kriegsbeil. Vanessa erzählt ihm, dass sie das Klassenfahrtziel gewählt habe, weil ihre Mutter ihr keine Reise nach Florenz bezahlen könne. Dafür verrät Erik ihr sein geheimes Tattoo, und die beiden sind sich einig, die Sachen für sich zu behalten.
Als Tobi sieht, wie gut sich die beiden plötzlich verstehen, wird er eifersüchtig auf Erik und gesteht Vanessa seine Liebe. Sie sieht in ihm jedoch nur einen guten Freund, und als Tobi behauptet, sie sei in Erik verliebt, streitet sie dies zuerst ab, merkt jedoch, dass er recht hat. Doch Tobi hat in seiner Wut bereits das Foto von Eriks  tätowiertem Geschlechtsteil veröffentlicht. Dafür erklärt Erik Vanessa erneut den Krieg, Mira kündigt ihr die Freundschaft, und die Klasse setzt sie als Klassensprecherin ab.
Zu allem Überfluss sind Erik und Mira jetzt ein Paar, doch als Vanessa bei einer Schnitzeljagd verloren geht, ist es Erik, der nach ihr sucht. Und als Mira ihn vor den Kopf stößt, versteht auch Erik, was er wirklich für Vanessa empfindet.

## Auszeichnungen
Josefine Preuß wurde 2005 für den Film als beste jugendliche Schauspielerin bei der UNDINE-AWARD-Gala in Baden bei Wien nominiert.